# الگ اوژینف
اُلگ ویاچسلاوویچ اوژینف (روسی: Олег Вячеславович Ужинов؛ زادهٔ ۱۳ فوریه ۱۹۶۸ میلادی) اَنیماتور، تهیه‌کننده تلویزیونی و فیلم‌نامه‌نویس اهل روسیه است..
از فیلم‌ها یا مجموعه‌های تلویزیونی که وی در آن‌ها نقش داشته است، می‌توان به ماشا و خرس اشاره نمود.